# 赤いポシェット
「赤いポシェット」（あかいポシェット）は、坂上香織の2作目のシングルである。東芝EMI / EASTWORLDから1988年11月30日に発売された。

## 背景
アルバム『季節のプロローグ』の先行シングルとしてリリースされ、シングル発売当時は11月下旬という晩秋にもかかわらず、歌詞の季節設定が春である。

## アートワーク
ジャケット写真は、篠山紀信によって撮影された。

## 収録曲
| 全作詞: 松本隆。 |                        |           |              |          |      |
| #                | タイトル               | 作詞      | 作曲         | 編曲     | 時間 |
| 1.               | 「赤いポシェット」     | 松本隆    | 財津和夫     | 萩田光雄 | 4:26 |
| 2.               | 「不思議なオルゴール」 | 松本隆    | 井上ヨシマサ | 船山基紀 | 4:30 |
| 合計時間:        | 合計時間:              | 合計時間: | 合計時間:    | 8:56     |      |

| 全作詞: 松本隆。 |                                              |           |              |          |      |
| #                | タイトル                                     | 作詞      | 作曲         | 編曲     | 時間 |
| 1.               | 「赤いポシェット」(歌入り)                   | 松本隆    | 財津和夫     | 萩田光雄 | 4:26 |
| 2.               | 「赤いポシェット」(オリジナル・カラオケ)     | 松本隆    |              |          | 4:26 |
| 3.               | 「不思議なオルゴール」(歌入り)               | 松本隆    | 井上ヨシマサ | 船山基紀 | 4:30 |
| 4.               | 「不思議なオルゴール」(オリジナル・カラオケ) | 松本隆    |              |          | 4:30 |
| 合計時間:        | 合計時間:                                    | 合計時間: | 合計時間:    | 17:52    |      |

## 収録作品

### アルバム
| 楽曲                               | アルバム                       | 発売日         | 備考               |
| ---------------------------------- | ------------------------------ | -------------- | ------------------ |
| 赤いポシェット                     | 『ベストナウ』                 | 1990年11月24日 | ベストアルバム     |
| 赤いポシェット                     | 『ゴールデン☆ベスト 坂上香織』 | 2003年3月19日  | ベストアルバム     |
| 赤いポシェット (Excellent Version) | 『季節のプロローグ』           | 1988年12月28日 | オリジナルアルバム |
| 赤いポシェット (Excellent Version) | 『ゴールデン☆ベスト 坂上香織』 | 2003年3月19日  | ベストアルバム     |
| 不思議なオルゴール                 | 『ベストナウ』                 | 1990年11月24日 | ベストアルバム     |
| 不思議なオルゴール                 | 『ゴールデン☆ベスト 坂上香織』 | 2003年3月19日  | ベストアルバム     |